# Итали (Тексас)
Итали (енгл. Italy) град је у америчкој савезној држави Тексас. По попису становништва из 2010. у њему је живело 1.863 становника.

## Демографија
Према попису становништва из 2010. у граду је живело 1.863 становника, што је 130 (6,5%) становника мање него 2000. године.
| Група             | 2000.         | 2010.         |
| Белци             | 1.324 (66,4%) | 1.092 (58,6%) |
| Афроамериканци    | 393 (19,7%)   | 335 (18,0%)   |
| Азијати           | 3 (0,2%)      | 4 (0,2%)      |
| Хиспаноамериканци | 252 (12,6%)   | 397 (21,3%)   |
| Укупно            | 1.993         | 1.863         |